# 1058
| 1058               |
| ------------------ |
| Dødsfald - Fødsler |
|                    |

| Gregoriansk kalender | 1058 MLVIII             |
| Ab urbe condita      | 1811                    |
| Armensk kalender     | 507 ԹՎ ՇԷ               |
| Kinesiske kalender   | 3754 – 3755 丁酉 – 戊戌 |
| Etiopisk kalender    | 1050 – 1051             |
| Jødisk kalender      | 4818 – 4819             |
| Hindukalendere       |                         |
| - Vikram Samvat      | 1113 – 1114             |
| - Shaka Samvat       | 980 – 981               |
| - Kali Yuga          | 4159 – 4160             |
| Iransk kalender      | 436 – 437               |
| Islamisk kalender    | 450 – 451               |

Konge i Danmark: Svend 2. Estridsen 1047-1074
Se også 1058 (tal)